# Pararge mureisana
Pararge mureisana är en fjärilsart som beskrevs av Matsumura 1939. Pararge mureisana ingår i släktet Pararge och familjen praktfjärilar. Inga underarter finns listade i Catalogue of Life.